# Calciatori della nazionale somala
In questa lista sono raccolti i calciatori che hanno rappresentato in almeno una partita la Nazionale somala.
Statistiche aggiornate al 4 settembre 2020.
| Nome                       | Presenze | Reti | Esordio | Ultima partita |
| -------------------------- | -------- | ---- | ------- | -------------- |
| Liban Abdulahi             | 3        | 0    | 2019    | 2019           |
| Ali Abdulkadir             | 4        | 0    | 2002    | 2004           |
| Abdulsamed Abdullahi       | 2        | 0    | 2019    | 2019           |
| Ciise Abshir               | 10       | 1    | 2003    | 2011           |
| Hussein Ibrahim Adan       | 8        | 0    | 2010    | 2013           |
| Mohamud Ali                | 6        | 0    | 2019    | 2019           |
| Yonis Farah                | 5        | 0    | 2019    | 2019           |
| Hassan Abdinur Gesey       | 7        | 0    | 2015    | 2019           |
| Abel Gigli                 | 2        | 0    | 2019    | 2019           |
| Mustaf Khalib Hussein      | 8        | 0    | 2015    | 2019           |
| Fahad Ishmail              | 1        | 0    | 2019    | 2019           |
| Abdi Mohamed               | 1        | 0    | 2019    | 2019           |
| Hassan Ali Mohamed         | 8        | 1    | 2009    | 2011           |
| Hussein Abdilkarim Mohamed | 4        | 0    | 2019    | 2019           |
| Omar Mohamed               | 6        | 2    | 2019    | 2019           |
| Abdinur Mohamud            | 10       | 0    | 2011    | 2019           |
| Abdulkadir Said Ahmed      | 3        | 0    | 2019    | 2019           |
| Ahmed Said Ahmed           | 6        | 0    | 2019    | 2019           |
| Abd-El-Aziz Yousef         | 6        | 0    | 2019    | 2019           |